# 切爾諾夫策州
切爾諾夫策州（羅馬化：Chernivetska oblast）是烏克蘭西南部的一個州。與羅馬尼亞和摩爾多瓦接壤。首府切爾諾夫策。面積8,097平方公里，是烏克蘭最小的州。人口数量为896,566人（2021年估计）。

## 歷史
該地區的考古遺址可追溯至公元前43,000－45,000年，在中世紀，該地區有著東斯拉夫人的部落，從10世紀末開始，它成為基輔羅斯的一部分，13世紀起屬於加利西亞-沃爾希尼亞公國，並在14世紀中葉屬於摩爾達維亞公國。1774年，摩爾達維亞的西部布科維納地區被哈布斯堡王朝吞併，成為奧地利帝國及其繼承者奧匈帝國的一部分。1812年，摩爾達維亞的東部比薩拉比亞地區被俄羅斯帝國吞併。
1918年，布科維納和比薩拉比亞與羅馬尼亞王國合併。1940年6月28日，蘇聯迫使羅馬尼亞割讓比薩拉比亞和北布科維納，比薩拉比亞的大部於1940年8月2日組建為摩爾達維亞蘇維埃社會主義共和國，而北比薩拉比亞和北布科維納則於8月7日組建為切尼夫策州，納入烏克蘭蘇維埃社會主義共和國。蘇德戰爭爆發後，羅馬尼亞收回了該地區，1944年，蘇聯軍隊重新占領切爾諾夫策州，蘇聯解體後該地區歸屬烏克蘭。

## 地理
切爾諾夫策州與伊万諾-弗蘭科夫斯克州、捷爾諾波爾州、赫梅利尼茨基州、文尼察州相鄰，南边與羅馬尼亞和摩爾多瓦接壤，與羅馬尼亞的邊境長226公里，與摩爾多瓦的邊境長198公里。全州有75條長度超過10公里的河流，最长的河流德涅斯特河在州內長290公里，其次的普魯特河在州內長128公里，西雷特河在州內長113公里。
該州涵蓋三個地理區域：普魯特河和德涅斯特河之間的森林草原高地，喀爾巴阡山脈和普魯特河之間的山麓地區，以及被稱為喀爾巴阡山脈布科維納部分的山區。西南山區最高海拔為1,565米，7月的溫度為10-18°C，1月為-6至-10°C，海拔535米以下的山麓7月的溫度為17-19°C，1月為-5至-6°C，北部高地最高海拔515米，7月的溫度為為19-20°C，1月為-4至-5°C。年降水量山地800－1,200毫米，山麓650－800毫米，高地500－650毫米。森林覆蓋了該州面積的31.8%。

## 人口
2018年該州的城鎮化率為43%，平均人口密度為每平方公里112人，西北地區達每平方公里140－160人，是烏克蘭人口最稠密的地區之一。根據2001年烏克蘭人口普查，烏克蘭族約佔切爾諾夫策州总人口的75%，12.5%是羅馬尼亞族，7.3%是摩爾多瓦族，4.1%是俄羅斯族，另有波蘭族、白俄羅斯族和猶太族等少数民族，人口共占全州人口的1.2%。

## 行政区划
2020年7月18日乌克兰行政区划改革后，切尔诺夫策州划分为3个区，每个区再划分为若干市镇。三个区为：
- 切尔诺夫策区
- 德涅斯特区
- 維日尼察區

## 經濟
切爾諾夫策州首府切爾諾夫策市於20世纪初作为工业中心和重要的铁路枢纽而发展起来，切爾諾夫策市及周邊地區擁有發達的機械製造、輕工和化學工業，普魯特河和德尼斯特河之間的高地農業集約化，食品加工廠和建材廠集中，普魯特河右岸的喀爾巴阡山山麓地區有輕工業和以穀物、土豆、亞麻和養牛為基礎的農業，喀爾巴阡山山區集中了木材和木材加工業和養羊業。
在第二次世界大戰之後，切爾諾夫策州的工业得到了迅速发展，機器製造、金屬加工和設備製造等产业具有一定的影响力。1991年苏联解体後，隨著市場經濟的發展和國有企業的改組，私營企業和服務業變得更加重要，農業重新在切爾諾夫策州的经济上佔據主導地位。到2017年，農業佔全州地區生產總值的25%，工業12%，貿易11%，金融服務11%，運輸和通訊5%。主要的農業部門是穀物和甜菜種植、乳製品和肉類牲畜飼養。旅遊業是喀爾巴阡山脈、切列莫什河沿岸和切爾諾夫策市的重要產業。該州擁有413公里的鐵路和2,800公里的硬路面公路，高速公路可通往利沃夫、基輔和敖德薩。

## 景点
切尔诺夫策地区内有836个考古遗迹，586个历史遗迹，779个建筑和城市发展遗迹，42个纪念性艺术遗迹。
- 布科維納與達爾馬提亞的城市民居
- 霍京要塞

## 圖片
| - 圣尼古拉斯大教堂 - 鹰眼岩的日出 - 高山上的晨雾 - 什什科维丘陵山区小教堂 - 霍廷要塞 |